# Armadillo pallidus
Armadillo pallidus är en kräftdjursart som beskrevs av Gustav Budde-Lund 1902. Armadillo pallidus ingår i släktet Armadillo och familjen Armadillidae. Inga underarter finns listade i Catalogue of Life.